# Rasogeneza
Rasogeneza – ewolucyjny proces wydzielania się ras, polegający na tworzeniu różnic genetycznych między populacjami jednego gatunku.
Do rasogenezy dochodzi w wyniku odizolowania grup osobników jednego gatunku i działania selekcji naturalnej w odmiennych warunkach środowiskowych. Proces ten wynika z biologicznego dostosowania danej populacji do odmiennych warunków środowiskowych. Wskutek zróżnicowania genetycznego (mikroewolucja) powstają różnice w fenotypie.